# RealClimate
RealClimate – blog naukowy, dotyczący zmian klimatu, prowadzony od 2004 r. przez grupę klimatologów.
W 2005 redaktorzy Scientific American przyznali blogowi nagrodę Science and Technology Web Award. W 2006 czasopismo Nature umieściło RealClimate na trzecim miejscu w zestawieniu 50 najpopularniejszych blogów tworzonych przez naukowców.

## Autorzy
- Gavin Schmidt
- Michael E. Mann
- Eric Steig
- Raymond S. Bradley
- Stefan Rahmstorf
- Rasmus Benestad
- Caspar Ammann
- Thibault de Garidel
- David Archer
- Raymond Pierrehumbert
- William Connolley (do 2007 roku)